# Pleurogonium spinosissimum
Pleurogonium spinosissimum is een pissebed uit de familie Paramunnidae. De wetenschappelijke naam van de soort is voor het eerst geldig gepubliceerd in 1866 door Georg Ossian Sars.